# 郑淑珍
郑淑珍，台湾生物化学家，中央研究院院士。

## 生平
1977年获台湾大学化学学士学位，1983年获杜克大学生物化学博士学位，之后先后在美国国立卫生研究院、加州理工学院做博士后研究。1988年-1994年任中央研究院分子生物研究所助理研究员，1994-2003年任研究员，2003-2013年任特聘研究员，2013年2月起任分子生物研究所所长。
郑淑珍的小组利用出芽酵母菌来研究RNA剪接的分子机制，鉴定了好几个稳定碱基配对的蛋白因子，并探讨它们的功能。